# Falco meets Amadeus
Falco meets Amadeus ist ein Musical, das im Jahr 2000 im Theater des Westens in Berlin in der Inszenierung von Elmar Ottenthal uraufgeführt wurde. Das Buch verfasste Burkhard Driest, die Musik schrieben Johnny Bertl und Manfred Schweng unter Einbeziehung originaler Falco-Songs von Rob und Ferdi Bolland und Falco.

## Handlung
Das Musical Falco meets Amadeus handelt von zwei Ausnahmeerscheinungen der Musikgeschichte, nämlich von Falco und Wolfgang Amadeus Mozart. Mozart und Falco waren große Genies, die bis zur Selbstzerstörung arbeiteten. Falco ist nicht der große Superstar, sondern eine inszenierte Figur – als seelenverwandtes Musikgenie wird Mozart im Musical dargestellt. Das Musical blickt hinter die Kulissen des Showbusiness, welches nicht nur seine guten (bejubelte Auftritte), sondern auch schlechte Seiten hat. Des Weiteren orientiert sich die Story in weiten Teilen an Motiven der klassischen Faust-Geschichte (Pakt mit dem Teufel, „gefallenes Mädchen“ etc.).

## Inszenierungen
| Rolle                 | Chemnitz 2005                    |
| --------------------- | -------------------------------- |
| Falco                 | Matthias Otte                    |
| Amadeus               | Andreas Kindschuh                |
| Konny                 | Ute Baum                         |
| Johnny Zuweger        | André Riemer / John Davies       |
| Kommissar             | Gudrun Schade / Muriel Wenger    |
| Falcos Mutter         | Sylvia Schramm-Heilfort          |
| Garbo                 | Claudia Müller                   |
| Jeanny                | Steffi Waschina / Claudia Merckx |
| Josef / Kohlenhändler | Martin Gäbler                    |
| kleiner Falco         | Lukas Sandmann                   |